# 鉄の玉座 (ゲーム・オブ・スローンズ)
『鉄の玉座』(The Iron Throne)は、HBOで放送されたファンタジー・ドラマ・シリーズである『ゲーム・オブ・スローンズ』のシーズン8(最終章)の第6話である。ショーランナーのデイヴィッド・ベニオフ & D・B・ワイスによって脚本が書かれ、監督された。
灰塵と化したキングズランディングでデナーリスは捕虜全員の処刑を命じ、全世界の征服を宣言する。逮捕されたティリオンはデナーリスが世界にとって脅威であるとジョンを説得し、ジョンはデナーリスを刺殺する。ブラン・スタークが王に選ばれ、ジョンは〈壁〉に流刑となる。

## あらすじ

### キングズランディングにて
ティリオン(ピーター・ディンクレイジ) は灰塵と化したキングズランディングを歩き、〈赤の王城〉の中で兄ジェイミーと姉サーセイの亡骸を見つける。ジョンとダヴォス(リアム・カニンガム) は、グレイ・ワーム(ジェイコブ・アンダーソン)がデナーリスの命令で捕虜を全員処刑しようとするところを見る。
デナーリス(エミリア・クラーク)はドスラク軍と〈穢れなき軍団〉を閲兵し、全世界の征服を宣言する。ティリオンはデナーリスによる民衆の殺戮をとがめ、〈女王の手〉のピンを投げ捨てる。ジェイミーを解放したことで、デナーリスはティリオンを逮捕させる。ジョンは牢の中にティリオンを訪ね、デナーリスが民衆にとっての脅威であり、ジョンの血筋はデナーリスにとって脅威であり、弟妹たちも危険にさらされると説得される。灰の降る〈鉄の玉座〉の前でジョンはデナーリスに会い、愛を確かめながら刺殺する。ドラゴンは怒り、炎で〈鉄の玉座〉を溶かすがジョンを殺そうとはせず、デナーリスの躯をつかんで東へ飛び去る。
ティリオンはグレイ・ワームによって牢から連れ出され、サンサ(ソフィー・ターナー)、アリア(メイジー・ウィリアムズ) 、ブラン(アイザック・ヘンプステッド＝ライト)、サム(ジョン・ブラッドリー)、ブライエニー(グェンドリン・クリスティー)、ヤーラ( ジェンマ・ウィーラン)、 ジェンドリー(ジョー・デンプシー)、ロビン・アリン( リノ・ファシオリ)、ヨーン・ロイス(ルパート・ヴァンシタート)、エドミュア・タリー( トビアス・メンジーズ)、ダヴォスら有力諸家の代表の前に来る。デナーリスを殺したジョンの重罰を求めるグレイ・ワームとスターク家は対立し、ティリオンの示唆でまず王を選び、その裁定を仰ぐことにする。エドミュアが立候補するが、サンサに止められる。ティリオンはブランを推し、他の代表も同意する。サンサは北部の独立を求めて許され、ブランは北部を除く六王国の王となる。ブランはティリオンを〈王の手〉にする。ティリオンは牢にジョンを訪ね、〈穢れなき軍団〉とスターク家の妥協として〈壁〉に送られることを告げる。ジョンは北へ旅立ち、ドスラク軍と〈穢れなき軍団〉はエッソスに戻る。

### エピローグ
ブライエニーはジェイミーの足跡を〈王の盾〉の記録に加える。初めての小議会が開かれ、ティリオンに加え、海軍大臣となったダヴォス、河間平野の領主かつ大蔵大臣となったブロン( ジェローム・フリン)、グランド・メイスターとなったサム、〈王の盾〉の総帥となったブライエニーが参加する。ジョンは〈壁〉でトアマンド(クリストファー・ヒヴュ)とゴーストに再会し、再びナイツ・ウォッチの総帥となり、〈壁〉の北に遠征する。サンサは北部の女王に戴冠される。アリアは船に乗り、ウェスタロスの西に向けて出帆する。

## 製作

### 脚本
原作者との話し合いにより、未刊の原作『冬の狂風』および『A Dream of Spring』に基づいて脚本が書かれた。

## 評判

### 視聴者数
本エピソードは初回放送でシリーズ史上最も多くの1360万人に視聴され、HBOの歴史上最も多くの視聴者を集めた番組となった。また、配信では570万人に視聴され、放送との合計では1930万人に視聴された。

## 参照
1. ↑  'Game of Thrones' finale sets new viewership record. CNN. 20 May 2019.